# نوچرا سوپریوره
نوچرا سوپریوره (به ایتالیایی: Nocera Superiore) یک کومونه در ایتالیا است که در استان سالرنو واقع شده‌است. نوچرا سوپریوره ۱۴٫۷۱ کیلومتر مربع مساحت و ۲۴٬۱۰۴ نفر جمعیت دارد و ۷۰ متر بالاتر از سطح دریا واقع شده‌است.